# Mario Pugliese
Mario Pugliese (Cariño) (Buenos Aires, Argentina; 8 de febrero de 1910 - Ib; 13 de octubre de 1995) fue un actor, músico, humorista y astrólogo argentino.

## Carrera

### Radio
Tuvo una época de esplendor cuando en la década del 1930 formó el conjunto cómico Los Bohemios, que ganó popularidad en la radiofonía argentina, principalmente, por Radio Belgrano. En los Bohemios integró un grupo del que salieron otros grandes del humor como Zelmar Gueñol y Guillermo Rico. Por Radio Prieto condujo su propio programa radial en 1940 en la que se inició como imitador de Fernando Ochoa el famoso actor y libretista Délfor Dicasolo.

### Teatro
En 1936 hizo presentaciones en el teatro Smart con los espectáculos Cariño viene al Smart en la primera sección, y Las misses 1937 en la segunda, aunque en apariencia no tuvo un título fijo, sino que varió según el lugar en donde fue presentada (prevaleciendo siempre en cartel “Los Bohemios” por sobre cualquier otro dato adicional). En rigor, esta obra era una caravana de artistas de los programas radiofónicos del jabón “Federal”. Estaba también la orquesta típica de Horacio Pettorossi con sus veinte músicos, quienes abrían noche a noche la función; las cancionistas Susana Ortiz y Ana María Pugliese,  los cantores Carlos Roldán, Héctor Achaval y Néstor Feria; y el animador Tito Martínez del Box.
Con los Bohemios hacen una gira en 1939 en las que también participan la cancionista Dorita Zárate y Santiago Ayala ("El Chúcaro"), junto con el pianista Oscar Sabino.

### Cine
En cine hizo su debut en Ídolos de la radio con Ada Falcón, Olinda Bozán, Ignacio Corsini, Tito Lusiardo y Antonio Podestá. Se destacó en su único papel protagónico en Una prueba de Cariño dirigida en 1938 por Ernesto Vilches, junto a Aída Luz. Luego tuvo roles de reparto en Mamá Gloria en 1941 con Olinda Bozán, Aída Luz y Pedro Maratea; y en Por cuatro días locos de 1953 bajo la dirección de Julio Saraceni, acompañando a Alberto Castillo.

### Vida privada
Estuvo en pareja por varios años con Ana María "Cachito", con quien formó una de las parejas más populares del ambiente artístico.

### Astrología
Con el tiempo se fue alejando del mundo artístico para dedicarse exclusivamente a la astrología con el apodo de "Profesor Mario Cariño". Condujo su propio ciclo en TV llamado El futuro con Cariño inaugurando los horóscopos en la pantalla chica.

### Fallecimiento
Falleció el 13 de octubre de 1995 a los 85 años, en Buenos Aires.

## Filmografías
- 1934: Ídolos de la radio.
- 1938: Una prueba de Cariño.
- 1941: Mamá Gloria.
- 1953: Por cuatro días locos